# Micranomala cingalensis
Micranomala cingalensis är en skalbaggsart som beskrevs av Gilbert John Arrow 1911. Micranomala cingalensis ingår i släktet Micranomala och familjen Rutelidae. Inga underarter finns listade i Catalogue of Life.